# Milcah Chemos Cheywaová
Milcah Chemos Cheywaová (* 24. února 1986, Bugaa, Západní provincie) je keňská atletka, běžkyně na střední tratě.
Její specializací je zejména běh na 3000 metrů překážek, tzv. steeplechase. V roce 2009 na této trati vybojovala na MS v atletice v Berlíně bronzovou medaili. O dva roky později získala bronz také na světovém šampionátu v jihokorejském Tegu.
V roce 2010 získala zlaté medaile na Africkém šampionátu v Nairobi a na hrách Commonwealthu v indickém Novém Dillí. V témže roce byla rovněž jednou z deseti nominovaných atletek v anketě atlet světa, kde se dostala do užšího výběru i mezi nejlepších pět.
V roce 2010 a 2011 se stala celkovou vítězkou diamantové ligy.

## Osobní rekordy
- 3000 m – 8:43,92 – 31. srpna 2009, Záhřeb
- 3000 m př. – 9:08,57 – 17. srpna 2009, Berlín